# Helgeland
Ne doit pas être confondu avec Heligoland.

Les zones bleu clair, jaune et verte au sud de la carte sont le district de Helgeland.

Le Helgeland est le plus méridional des districts de la région de Norvège du Nord.
Généralement, le nom de Helgeland (qui provient du norrois Hålogaland) fait référence à la partie du comté de Nordland située au sud du cercle Arctique.
Le district a une superficie de presque 18 000 km2, et compte près de 79 000 habitants.
On y recense 4 villes, du sud au nord : Brønnøysund, Mosjøen, Sandnessjøen et Mo i Rana.

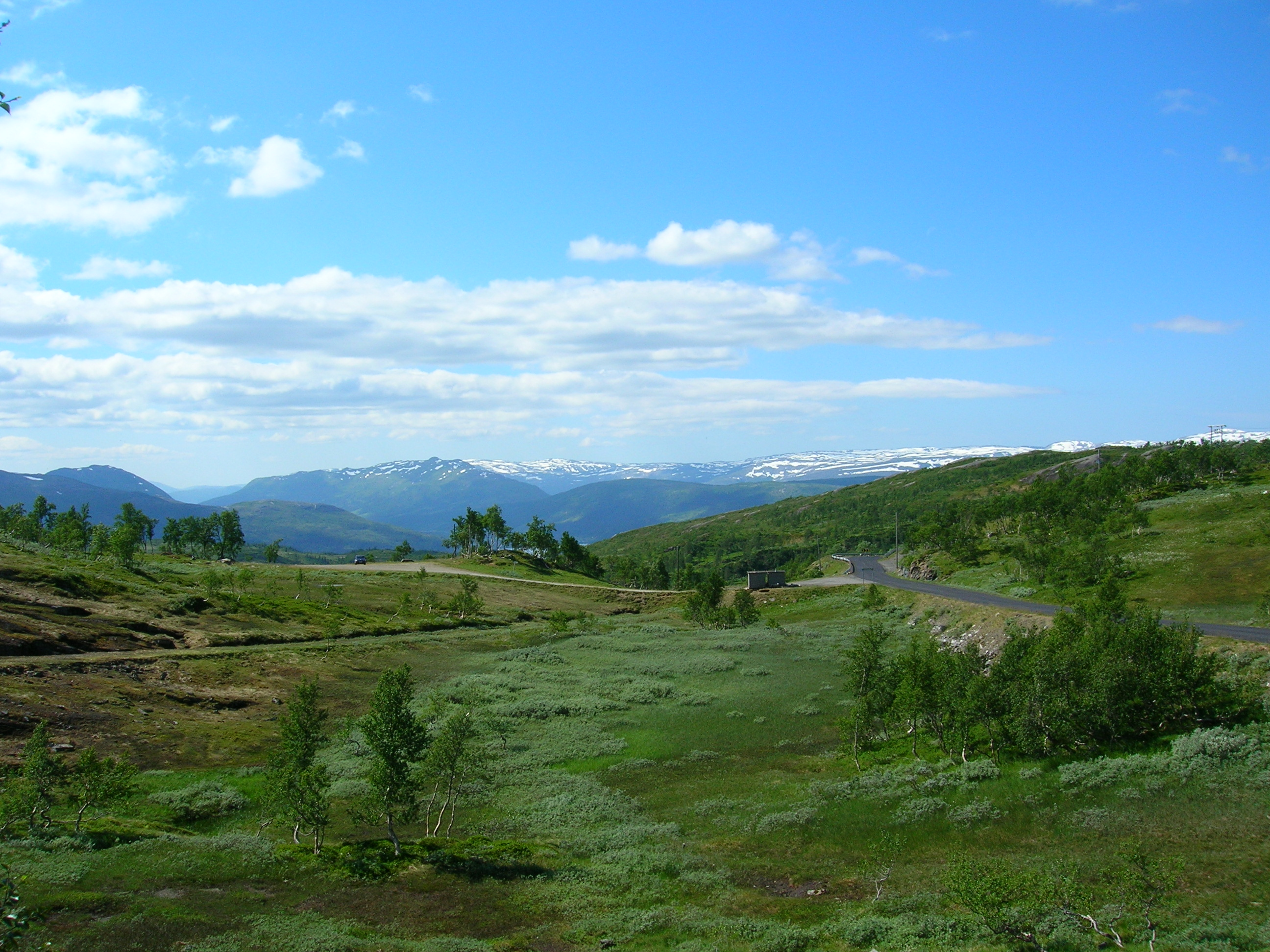
Paysage du Helgeland, depuis le Korgfjellet (env. 400 m), au nord de Mosjøen

On découpe en général le Helgeland en trois ou quatre parties :
- le Helgeland du sud (en fait du sud-ouest), qui comprend les municipalités de Bindal, Sømna, Brønnøy, Vega et Vevelstad ;
- le Helgeland central, parfois lui-même divisé en :
  - Helgeland intérieur (Grane, Hattfjelldal et Vefsn) ;
  - Helgeland extérieur, (Leirfjord, Alstahaug, Herøy et Dønna) ;
- le Helgeland du nord (Hemnes, Rana, Nesna, Lurøy, Træna et Rødøy).